# Lacinius bidens
Lacinius bidens is een hooiwagen uit de familie echte hooiwagens (Phalangiidae).